# Cicely Hamilton
Cicely Mary Hamilton (născută Hammill, n. 15 iunie 1872, Greater London, Anglia, Regatul Unit al Marii Britanii și Irlandei – d. 6 decembrie 1952, Greater London, Anglia, Regatul Unit) a fost o actriță, scriitoare, jurnalistă, sufragetă și feministă engleză, care a luptat pentru emanciparea femeilor din Regatul Unit al Marii Britanii. Ea este acum cel mai cunoscută pentru piesa de teatru How the Vote was Won, în care un bărbat care se opune mișcării sufragetelor își schimbă părerea atunci când femeia din viața lui intră în grevă. Este, de asemenea, creditată ca autoare a uneia dintre cele mai jucate piese a sufragetelor, A Pageant of Great Women (1909), care a prezentat personajul lui Jane Austen drept una dintre „Femeile învățate”.

## Biografie
Născută Cicely Hammill în Paddington, Londra, a fost cea mai mare dintre cei patru copii ai lui Maude Mary și Denzil Hammil. A fost educată în Malvern, Worcestershire și în Bad Homburg vor der Höhe. Hammill a fost crescută de părinți adoptivi pentru că mama ei a dispărut. După o scurtă carieră în predare, a lucrat într-o companie de turism. Ea a folosit pseudonimul "Cicely Hamilton" din considerație pentru familia sa. Apoi a scris drame, inclusiv pe teme feministe, și s-a bucurat de o perioadă de succes în teatrul comercial. Hamilton a fost lăudată pentru că a jucat într-o punere în scenă a Fanny's First Play de George Bernard Shaw.
În 1908, ea și Bessie Hatton au fondat Women Writers' Suffrage League. Această ligă a avut aproximativ 400 de membri, printre care Ivy Compton-Burnett, Sarah Grand, Violet Hunt, Marie Belloc Lowndes, Alice Meynell, Olive Schreiner, Evelyn Sharp, May Sinclair și Margaret L. Woods. A produs literatură de campanie, scrisă de Sinclair printre alții, și a recrutat mulți susținători masculini proeminenți.
Hamilton a furnizat versurile „The March of the Women”, melodia pe care Ethel Smyth a compus-o în 1910 pentru Uniunea Socială și Politică a Femeilor - Women's Social and Political Union.
În zilele anterioare radioului, o modalitate eficientă de a transmite un mesaj în societate și de a fi discutat a fost să se producă piese scurte de teatru care ar putea fi interpretate în întreaga țară și astfel s-a născut o dramă de sufragiu - suffrage drama. Votes for Women de Elizabeth Robins și Cicely Hamilton și How The Vote Was Won de Christopher St. John sunt două exemple predominante ale genului. Hamilton a scris, de asemenea, A Pageant of Great Women, o piesă de succes în rândul femeilor, bazată pe ideile prietenei sale, regizoarea de teatru Edith Craig. Hamilton a jucat rolul femeii în timp ce Craig a jucat rolul pictoriței Rosa Bonheur. A fost produs în toată Marea Britanie din 1909 până la începutul primului război mondial. Hamilton a fost membru al societății de teatru a lui Craig, Pioneer Players. Piesa ei Jack and Jill and a Friend a fost una dintre cele trei piese din prima producție a Pioneer Players în mai 1911.
În timpul Primului Război Mondial, Hamilton a lucrat inițial la organizarea asistentelor medicale, apoi s-a alăturat armatei ca auxiliar. Ulterior, ea a format o companie de repertoriu pentru a distra trupele. După război, a lucrat ca jurnalist freelance, în special teme despre controlul nașterii și ca dramaturg pentru Birmingham Repertory Company. Hamilton a fost un colaborator frecvent al revistei Time and Tide și un membru activ al grupului feminist Six Point.   În 1938 i s-a acordat o pensie civilă.
Theodore Savage (1922, vt. Lest Ye Die 1928) este un roman science-fiction despre devastarea Marii Britanii de către un război.
În iulie 2017, Finborough Theatre a pus în scenă prima producție londoneză a piesei lui Hamilton „Just to Get Married” în peste 100 de ani. A primit recenzii pozitive (4 stele) de la The Times The Observer The Evening Standard și The New York Times.

## Lucrări
- The Traveller Returns (1906) piesă de teatru
- Diana of Dobson's (roman, piesă de teatru 1908)
- Women's Votes (1908)
- Marriage as a Trade (1909)
- How the Vote was Won (1909) piesă de teatru
- A Pageant of Great Women (1910) piesă de teatru
- Just to Get Married (1911) piesă de teatru
- Jack and Jill and a Friend (1911) piesă de teatru
- William - an Englishman (1920) roman (Retipărit de Persephone Books în 1999)
- The Child in Flanders: A Nativity Play (1922)
- Theodore Savage: A Story of the Past or the Future (1922)
- The Old Adam (1924) piesă de teatru
- Non-Combatant (1924)
- The Human Factor (1925)
- The Old Vic (1926) cu Lilian Baylis
- Lest Ye Die (1928)
- Modern Germanies, as seen by an Englishwoman (1931)
- Modern Italy, as seen by an Englishwoman (1932)
- Modern France, as seen by an Englishwoman (1933)
- Little Arthur's History of the Twentieth Century (1933)
- Modern Russia, as seen by an Englishwoman (1934)
- Modern Austria, as seen by an Englishwoman (1935)
- Life Errant (1935) autobiografie
- Modern Ireland, as seen by an Englishwoman (1936)
- Modern Scotland, as seen by an Englishwoman (1937)
- Modern England, as seen by an Englishwoman (1938)
- Modern Sweden, as seen by an Englishwoman (1939)
- The Englishwoman (1940)
- Lament for Democracy (1940)
- The Beggar Prince (1944) piesă de teatru
- Holland To-day (1950)

## Legături externe
- Lucrări de Cicely Hamilton la Proiectul Gutenberg
- Library resources in your library and in other libraries about Cicely Hamilton
- Online books, and library resources in your library and in other libraries by Cicely Hamilton
- page at Literary Encyclopedia
- page at Spartacus
- AHRC Ellen Terry and Edith Craig Archive Database Arhivat în 8 mai 2019, la Wayback Machine.
- Author Profile at Persephone Books Arhivat în 19 martie 2018, la Wayback Machine.
- William – An Englishman at Persephone Books
- Opere de sau despre Cicely Hamilton la Internet Archive
- Lucrări de Cicely Hamilton la LibriVox (cărți audio aflate în domeniul public)